# 233
Évszázadok: 2. század – 3. század – 4. század
Évtizedek: 180-as évek – 190-es évek – 200-as évek – 210-es évek – 220-as évek – 230-as évek – 240-es évek – 250-es évek – 260-as évek – 270-es évek – 280-as évek
Évek: 228 – 229 – 230 – 231 –  232 – 233 – 234 – 235 – 236 – 237 – 238

## Események
- Lucius Valerius Maximus Acilius Priscillianust és Cnaeus Cornelius Paternust választják consulnak.
- A perzsa-római háború mindkét fél részéről kifullad és bár formálisan nem kötnek békét, de visszavonják csapataikat és helyreáll a status quo. Severus Alexander diadalmenetet tart Perzsia legyőzéséért.
- Órigenészt Antiochiába rendelik, hogy megismertesse a császárt a keresztény tanokkal.
- Germania Superior és Raetia provinciákban az alemannok áttörik a limest és pusztítanak-fosztogatnak.

### Kína
- Kung-szun Jüan, a Liaotung-félsziget ura és formálisan Vej vazallusa, felajánlja Vu királyának, Szun Csüannak, hogy átáll hozzá. Szun Csüan 10 ezer embert küld hozzá hajókon, hogy segítsék a Vej elleni harcában. Kung-Szun Jüan azonban inkább visszatér Vej szolgálatába, meggyilkolja a vui segédcsapatok vezetőit, a katonákat pedig erővel besorozza hadseregébe. A katonák egy része a szomszédos koreai Kogurjóba menekül.

## Születések
- Csen Sou, kínai történetíró
- Porphüriosz, görög filozófus

## Fordítás
- Ez a szócikk részben vagy egészben  a(z)   233 című angol Wikipédia-szócikk ezen változatának fordításán alapul.  Az eredeti cikk szerkesztőit annak laptörténete sorolja fel. Ez a jelzés csupán a megfogalmazás eredetét és a szerzői jogokat jelzi, nem szolgál a cikkben szereplő információk forrásmegjelöléseként.